# Драгана Бошковић
Драгана Бошковић (Београд, 1953) српски је театролог, писац, позоришни критичар, универзитетски професор и драматург.

## Биографија
Дипломирао је светску књижевност на Филолошком факултету 1976. године и драматургију на Факултету драмских уметности 1977. Докторирала ја модерну драму на Универзитету у Паризу.
Предавала је Филмски и ТВ сценарио и Историју драме и позоришта на Академији уметности у Београду.
Она је била уредница ТВ ТЕАТАР у РТС.
Као позоришна критичарка објављивала је за Експрес, Данас, Време и Вечерње Новости.
Селектовала и жирирала домаће и стране позоришне фестивале. Координаторка за Србију Интернационалног института медитеранског театра ИИТМ /24 земље/.
Вратила је општини Топола награду за изузетан допринос развоју културе за 2008. годину због неадекватног избора селектора и чланова жирија и нетранспарентности фестивала "Дуо драме" која се одржава у Тополи.
Има једну ћерку.

## Награде
- Златни прстена Јоакима Вујића за допринос позоришту[2]
- Златни беочуга КПЗ Београда[2]

## Дела
- Бора Тодоровић, уметник спонтаности[2]
- Мирко Бабић, сада и овде[2]
- Љиљана Стјепановић, још једна краљица[2]
- Венци од трња Божидара Калезића[2]
- Повратак краљице Марије Карађорђевић[2]
- ПОЛТРОН, 23.05.1986, Београд, Београдско драмско позориште[5]
- ПИСМО/ГЛАВА, 18.01.1987, Београд, Београдско драмско позориште[5]
- Битка за Сењак, 05.09.1989, Београд, Позориште на Теразијама[5]
- Престаће ветар, 15.01.1990, Београд, Позориште на Теразијама[5]
- Бела кафа, 11.12.1990, Ниш, Народно позориште[5]
- Српске главе, 19.02.1991, Ниш, Народно позориште[5]
- Живот је леп, 01.10.1991, Шабац,Шабачко позориште[5]
- Луда ноћ у хотелу Југославија, 15.09.1992, Шабац, Шабачко позориште[5]
- Покварењак, 14.10.1992, Лесковац, Народно позориште[5]
- Покварењак у хотелу, 11.02.1993, Пирот, Народно позориште[5]
- Покварењак, 15.05.1993, Зрењанин, Народно позориште 'Тоша Јовановић'[5]
- Луда ноћ у хотелу Србија, 13.09.1994, Зајечар, Народно позориште Тимочке крајине - Центар за културу Зоран Радмиловић[5]
- Луда ноћ, 08.02.1997, Вршац, Народно позориште 'Стерија'[5]
- У логору, 20.11.1997, Шабац, Шабачко позориште[5]
- Тектоника осећања, 23.02.2014, Шабац, Шабачко позориште[5]
- Жанка, 19.06.2014, Ужице, Народно позориште[5]
- Кидај из моје кухиње, 07.04.2015, Шабац, Шабачко позориште[5]
- У ствари, театар, 15.02.2016, Крагујевац, Књажевско-српски театар[5]

Сценарији
- Недељом од девет до пет
- Преполовљени
- Театар у Срба